# Michy Batshuayi
Michy Batshuayi Tunga (* 2. října 1993 Brusel) je belgický profesionální fotbalista konžského původu, který hraje na pozici útočníka za turecký klub Fenerbahçe SK a za belgický národní tým.

## Klubová kariéra

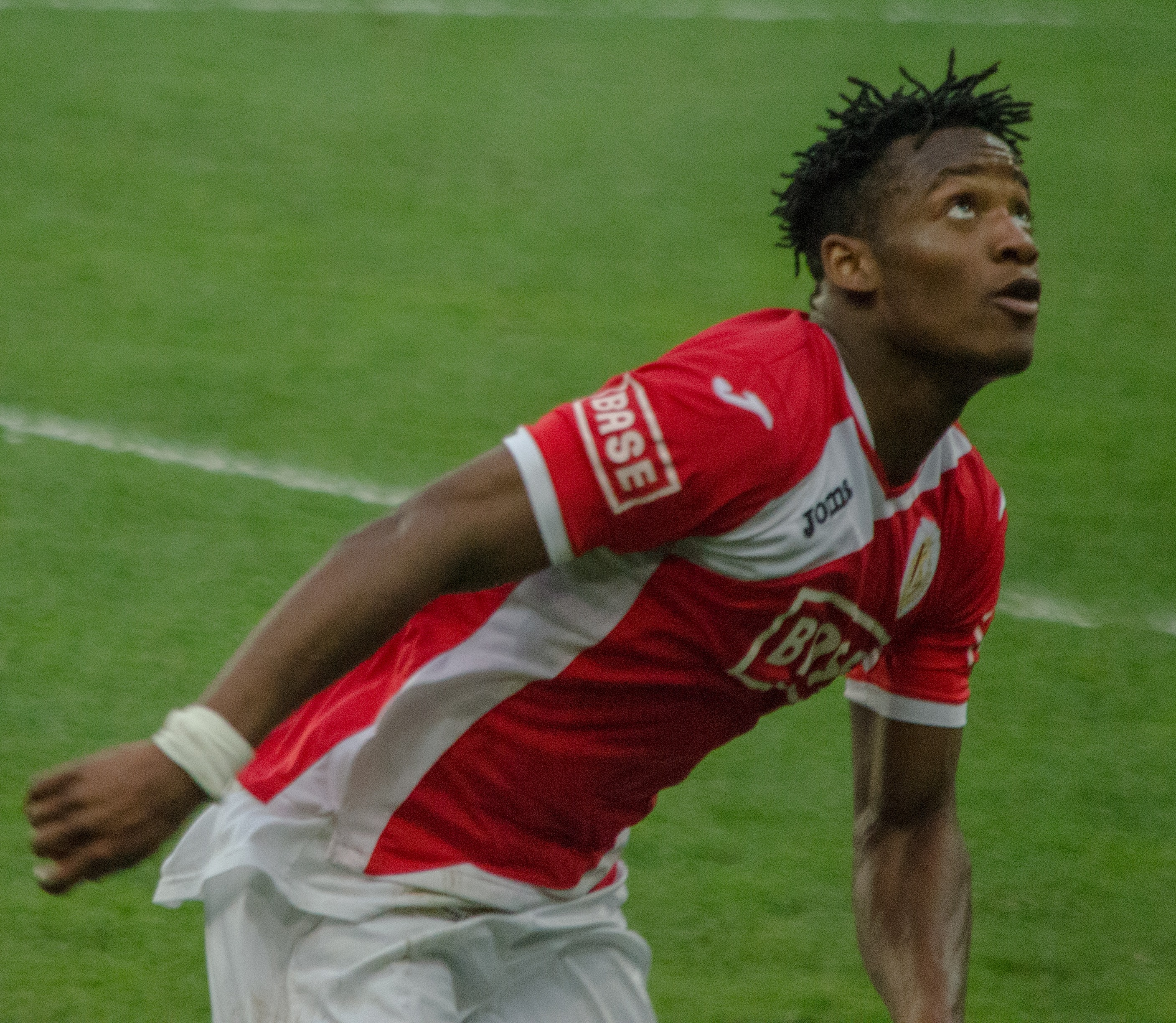
V dresu Standardu Lutych (2014)

Batshuayi debutoval v profesionálním fotbale v dresu Standardu Liège (česky Standard Lutych) pod trenérem Dominiquem D'Onofriem 20. února 2011 v zápase belgické ligy proti domácímu celku KAA Gent (prohra 1:4). Dostal se na hřiště v 82. minutě, když vystřídal Francka Berriera. 15. prosince 2011 vstřelil vítězný gól v zápase základní skupiny B Evropské ligy UEFA 2011/12 proti dánskému celku FC Kodaň, zařídil tak výhru 1:0. Standard postoupil do jarních vyřazovacích bojů z prvního místa ve skupině.
Jeho výkony neušly pozornosti francouzského trenéra anglického klubu Arsenal FC Arsène Wengera, který o něj v prosinci 2013 projevil zájem.
V létě 2014 přestoupil do francouzského klubu Olympique Marseille.

### Chelsea FC
V červenci 2016 přestoupil do anglického klubu Chelsea FC. S klubem podepsal pětiletou smlouvu. V ostrém zápase debutoval 15. 8., když v 85. minutě zápasu proti West Hamu vystřídal Oscara. Po čtyřech minutách na hřišti přihrál hlavičkou Costovi, který vstřelil vítězný gól Chelsea a zajistil tak výhru 2:1. O pět dní později, v zápase proti Watfordu, v 73. minutě opět vystřídal Oscara. V 80. minutě dorazil do brány míč, který vypadl brankáři Gomesovi a srovnal skóre zápasu na 1:1. Chelsea nakonec úspěšně zvládla obrat a zápas vyhrála 2:1.

#### Borussia Dortmund (hostování)
31. ledna 2018 odešel z Chelsea na hostování do německého týmu Borussia Dortmund jako náhrada za Pierre-Emericka Aubameyanga, který odešel do londýnského Arsenalu. Při svém debutu v Bundeslize 2. února proti 1. FC Köln vstřelil dvě branky a přihrál na vítězný gól na konečných 3:2 pro Borussii.

#### Valencia CF (hostování)
Po svém německém angažmá se belgický útočník v přípravě Chelsea FC nedostal na soupisku a byl poslán na hostování do španělské La Ligy, konkrétně do týmu Valencia FC. Nyní pětadvacetiletý útočník debutoval v La Lize v domácím zápase proti Atléticu Madrid, kde střídal na posledních 15 minut a napomohl svému týmu k remíze 1:1.

## Reprezentační kariéra
Batshuayi byl členem belgické mládežnické reprezentace do 21 let. Debutoval 6. září 2012 v domácím utkání proti Norsku a při své premiéře vstřelil gól. Mladí Belgičané ale prohráli 1:3.
V A-mužstvu Belgie debutoval 28. 3. 2015 v kvalifikačním zápase v Bruselu proti týmu Kypru, v 80. minutě upravoval stav na konečných 5:0.

### EURO 2016
Trenér Marc Wilmots jej nominoval na EURO 2016 ve Francii, kde byli Belgičané vyřazeni ve čtvrtfinále Walesem po porážce 1:3. Nastoupil ve dvou z pěti zápasů svého mužstva na šampionátu a vstřelil jeden gól (v osmifinále proti Maďarsku).

### Reprezentační góly
Góly Michy Batshuayie v belgickém reprezentačním A-mužstvu
| 1                  | 28. 3. 2015  | Stadion krále Baudouina, Brusel, Belgie          | Kypr     | 5:000(80.) | 5:0 | kvalifikace na EURO 2016 |
| 2                  | 13. 11. 2015 | Stadion krále Baudouina, Brusel, Belgie          | Itálie   | 3:100(82.) | 3:1 | přátelský zápas          |
| 3                  | 26. 6. 2016  | Stadium municipal de Toulouse, Toulouse, Francie | Maďarsko | 0:20(78.)  | 0:4 | EURO 2016                |
| Platí k 3. 7. 2016 |              |                                                  |          |            |     |                          |

## Úspěchy

### Individuální
- Hráč měsíce Ligue 1 podle UNFP – říjen 2015[16]